# Leucoraja erinacea
Leucoraja erinacea es una especie de pez de la familia de los Rajidae en el orden de los Rajiformes.

## Morfología
- Los machos pueden llegar a alcanzar los 54 cm de longitud total.
- Tiene un órgano eléctrico en la zona de la cola.

## Reproducción
Es ovíparo y las hembras ponen huevos envueltos en una cápsula córnea.

## Depredadores
En los Estados Unidos es depredado por el tiburón gris (Carcharhinus plumbeus)

## Hábitat
Es un pez de mar y de clima templado (49 ° N-33 º N, 78 ° W-59 ° W) y demersal que vive entre 0–329 m de profundidad.

## Distribución geográfica
Se encuentra en el Océano Atlántico occidental: desde el sur del Golfo de San Lorenzo y Nueva Escocia (el Canadá) hasta Carolina del Norte ( los Estados Unidos ).

## Costumbres
Es bentónico.

## Observaciones
Es inofensivo para los humanos.